# 朝鮮中央動物園
朝鮮中央動物園（朝鲜语：／），常稱為中央動物園或平壤動物園，位於朝鮮民主主義人民共和國首都平壤大城山的山腳，與朝鮮中央植物園以一個廣場相隔，朝鮮中央動物園飼養650種、合計超過5,000隻動物，園區佔地約1平方公里，於1959年在領導人金日成的指示下興建。

## 歷史
據朝鮮中央動物園的官方歷史記載，該園創立之初只有50隻獾，不過現在已有超過5,000隻動物，其中大象是相當受歡迎的景點，園內大部分的大象均是一隻曾參與越戰、1959年由胡志明致贈的大象之後代。園內還有一座1985年建成的動物博物館，亦設有水族海豚館、爬蟲館與水鳥池，2016年整修後新蓋了自然博物館，內有恐龍模型展出。
金日成曾批評這座動物院飼養太多外國動物，並指示動物園應該只飼養朝鮮原生的動物，但截至2001年，園區仍飼養許多外國動物，其中有400隻是外國元首或人民贈與的，其中有許多來自瑞典的動物園管理專家、斯堪森水族館的管理者強納斯·瓦爾斯特隆。2005年5月，朝鮮中央動物園與韓國的動物園第一次交換動物，有幾隻亞洲黑熊、非洲馬與黃鼬被送至韓國，這些動物在運至目的地前都先接受了韓國方的隔離檢疫。

### 整修與近期發展
2010年，朝鮮中央動物園與一些朝鮮的其他動物園接受了來自辛巴威萬基國家公園的許多野生動物，該國的保育人士對此表示批評，擔心這些動物無法適應長程旅途與朝鮮動物園的環境，不過官方表示他們曾派遣獸醫調查朝鮮中央動物園，並認為該園條件符合標準。
2014年，新上任的金正恩指示將朝鮮中央動物園關園整修，並於2016年7月重新開放，完工後新版動物園入口，設計為一隻張著嘴巴的老虎，遊客通過虎口進入動物園。
根據朝鮮中央通訊社的報導，截至2024年11月13日，朝鮮中央動物園於2024年度共增加逾1000隻動物，這些增加的動物們是由逾150種動物交配出生而成。報導中還特別說明園區內飼養的鮮虎在2024年度共繁殖出8隻後代，亦提及朝鮮中央動物園的飼育員們在提高動物們繁衍生息道路上不懈努力著。
2024年期間，普京令莫斯科動物園兩度贈送包含獅子、棕熊與鳥類等超過70隻動物，並派遣俄羅斯自然資源與生態部長科茲洛夫與俄方駐場獸醫一同前來調研，並會見金正恩簽署合作協議，指出動物外交象徵兩國在生態教育等各方面的合作與關係進一步深化。

### 狗被當作展示動物
展示狗的「狗亭」是其另一賣點，北韓與外界觀念不同，人民除了因為衛生原因被禁止飼養狗，政府官員也批評將狗作為寵物的行為，因此朝鮮中央動物園中也有飼養狗供遊客觀賞，園中曾有八隻狗本為金日成所飼養，在1994年他死後捐給動物園，另有一對珍島犬是時任韓國總統金大中在2000年朝韓首腦會晤時致贈給朝鲜領導人金正日的，2001年9月這對珍島犬產下了五隻小狗。2016年重新開放後，金正恩也將其飼養的雪納瑞、貴賓犬、德國牧羊犬與吉娃娃捐贈給該園，並展示於狗亭中。

## 批評

### 政治化與娛樂化
香港媒體亞洲時報與旅遊書籍孤獨星球都曾批評朝鮮中央動物園，孤獨星球朝鮮半島的旅遊指南指該動物園為「應當避免、令人沮喪的無趣景點」，亞洲時報一則2006年的報導指一部題為「戰鬥的動物」的朝鮮電影雖名為自然紀錄片，內容卻展示被圈養的不同種動物互相打鬥致死，該報導指電影中包括瀕臨絕種的動物在內的許多動物，在朝鮮都只在朝鮮中央動物園中飼養，而不見於別處，因而指控該園參與所謂的自然生態影片拍攝，實際上是將不同種動物圈養在一起並驅使牠們互相打鬥。
2015年，動物福利網站渡渡鳥將朝鮮中央動物園列為「世界上最差的十座動物園」之一，指該園動物被關在狹小不適的環境，多數動物都顯得相當消沉。
根據英国每日电讯報導，園內還有一隻鸚鵡可以用英文講出「偉大的領導者金日成元帥萬歲」。除此之外，朝鮮中央動物園還有訓練黑猩猩吸菸、訓練猴子打籃球、訓練鴿子與人一起溜冰、訓練狗打算盤等狀況。但這其中尤其嚴重的主要是該園訓練黑猩猩學會使用打火機一事，這讓捐贈許多動物的瑞典動物園專家強納斯·瓦爾斯特隆得知後，對此表示相當憤怒，古早以前猴子抽菸西方動物園也偶見，但現在大多現代國家已經禁絕。2022年，在不斷建議下，瑞典專家表示他總算爭得園方同意，讓黑猩猩戒掉每天抽一包菸的習慣。

## 外部連結
朝中社影片：中央动物园与伟人的为民献身足迹 （页面存档备份，存于）